# Barros (Cantabria)

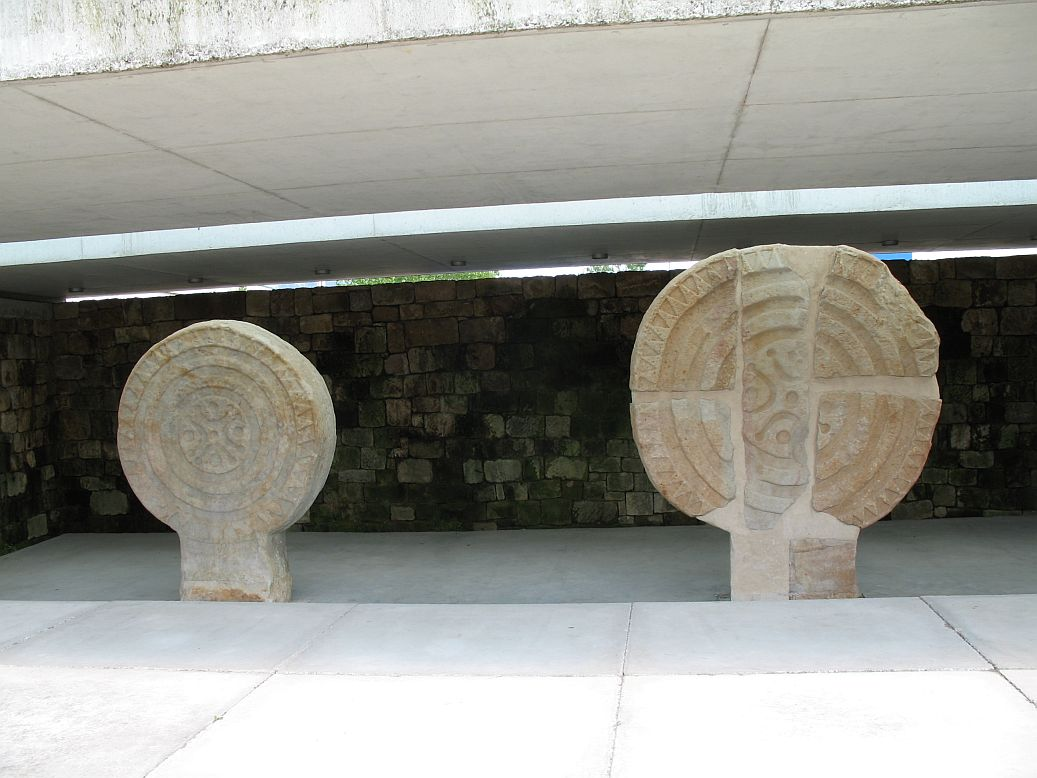
Parque de las Estelas en Barros.

Barros es una localidad situada a 2,5 kilómetros de Los Corrales de Buelna (Cantabria), capital del municipio del mismo nombre. Barros tiene una altitud de 75 metros y cuenta con 472 habitantes (2016). Varones: 264. Mujeres: 210. 
Destaca del lugar el Parque de las Estelas, donde se custodia las estelas gigantes de Barros halladas junto a la ermita de la Virgen de la Rueda. La Estela de Barros I, mide 1,75 metros de diámetro y 32 centímetros de grosor. Se procedió a su restauración en el año 1996.
Otra estela fue extraída en el año 1977, de los muros de la ermita. Fue encontrada fragmentada, pero se reconstruyó en 1999. La denominada Estela de Barros II, tiene un diámetro de entre 2,15 y 2,46 metros, 3.000 kilos de peso y tiene un grosor de 30 centímetros.
Desde 1985 su imagen forma parte del escudo de Cantabria. Fueron declaradas Bien de Interés Cultural en 1985.